# Der Deutsche Automobil-Club

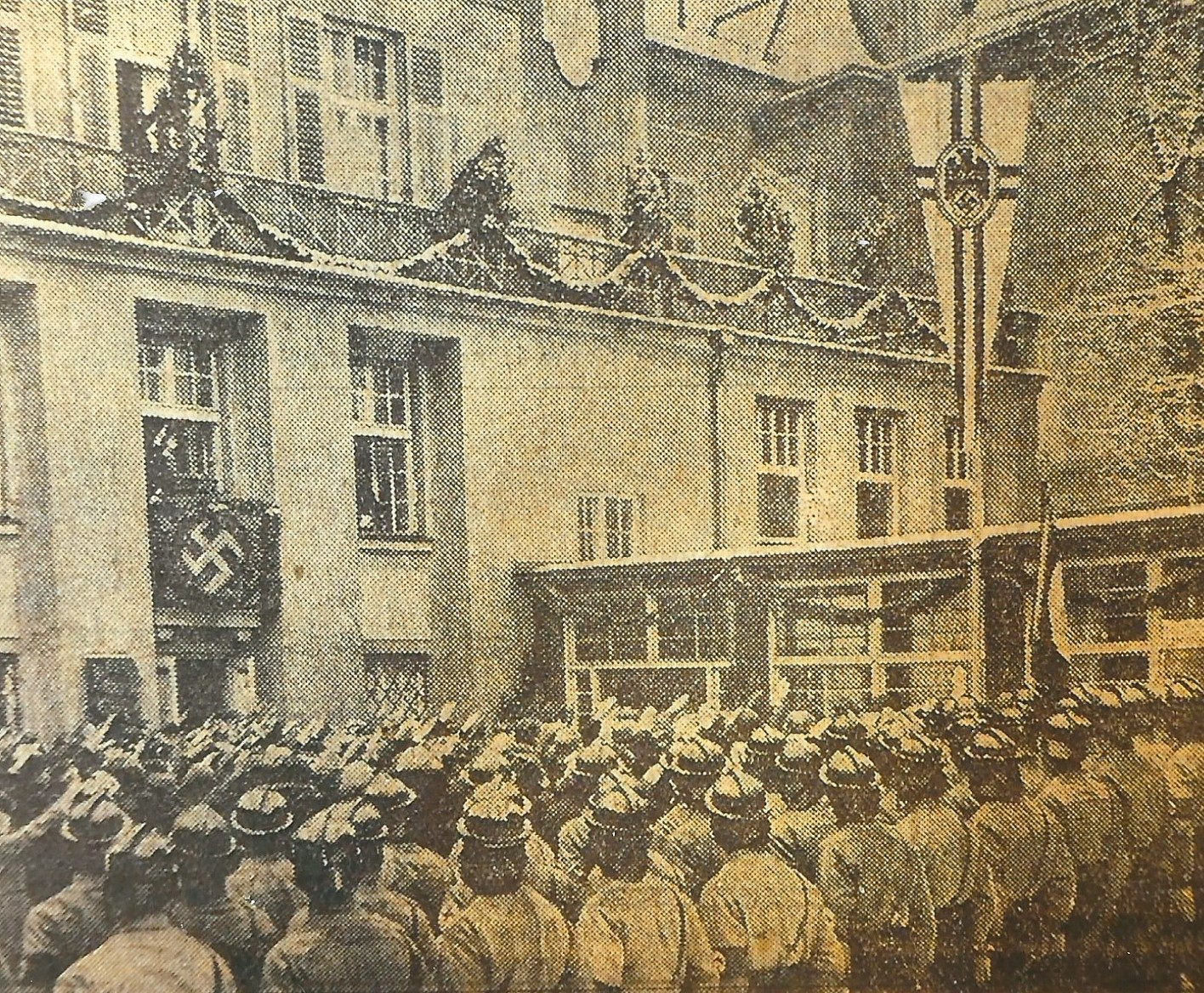
Fahnenhissung des DDAC am 30. November 1933 im Hof des Verwaltungsgebäudes des DDAC in München

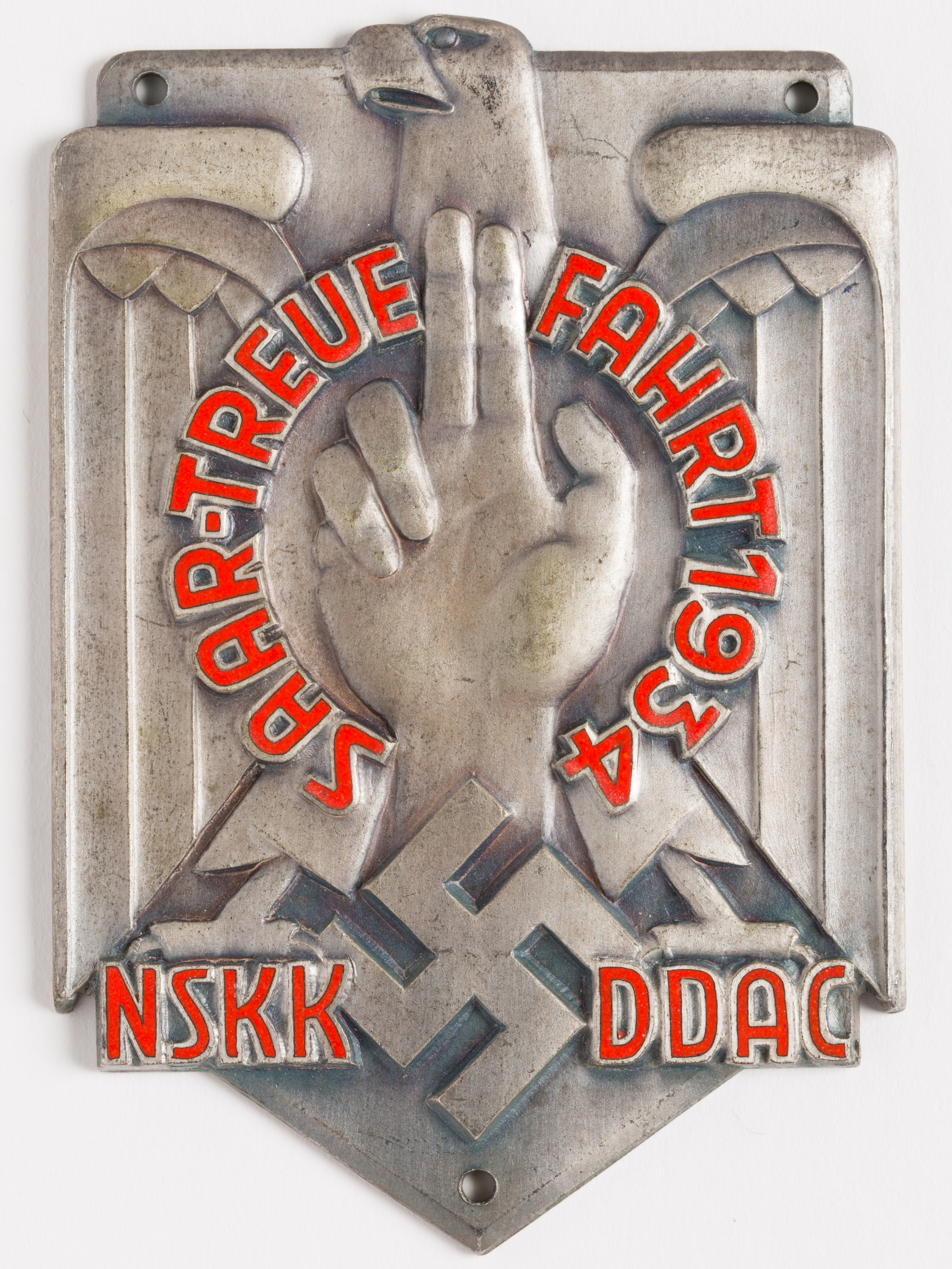
„NSKK Saar – Treue Fahrt 1934 DDAC“. Abzeichen des Nationalsozialistisches Kraftfahrkorps DDAC.

In der Zeit des Nationalsozialismus wurde der Allgemeine Deutsche Automobilclub im Zuge der Gleichschaltung in Der Deutsche Automobil-Club (DDAC) umbenannt.
Am 14. März 1933 gab der geschäftsführende Vorstand an den Reichskanzler die Erklärung ab, dass der ADAC hinter der Regierung stehe.
Am 3. Mai 1933 wurde der Arierparagraph den Satzungen neu hinzugefügt.
Laut Berliner Zeitung (B.Z.) am Mittag vom 28. September 1933 wurde der ADAC aufgelöst und in DDAC umbenannt. Alle Aktiva und Passiva gingen auf den DDAC über. Die Mitglieder des ADAC wurden vom DDAC übernommen, mit Ausnahme der sogenannten Nichtarier. Das Personal des ADACs wurde aufgrund alter Verträge bis Mitte November 1933 gehalten – dann wurde neu entschieden.